# 金平哥纳香
金平哥纳香（学名：Goniothalamus leiocarpus）是番荔枝科哥纳香属的植物，为中国的特有植物。分布于中国大陆的云南等地，生长于海拔1,000米至1,600米的地区，多生长于山地林中，目前尚未由人工引种栽培。